# Ulbo de Sitter (sociologue)
Ne doit pas être confondu avec Ulbo de Sitter.
Ulbo de Sitter est un sociologue et professeur d'université néerlandais, né le 2 avril 1930 à Jönköping et mort le 18 décembre 2010 à Heusden. Il est notamment connu pour avoir travaillé sur le système socio-technique.

## Biographie
Ulbo de Sitter voit le jour dans la ville suédoise de Jönköping en 1930. Il est le descendant d'une famille scientifique où il est le fils de Ulbo de Sitter, un géologue et professeur d'université, et le petit-fils de Willem de Sitter, un astronome.
Il étudie la sociologie à l'Université d'Amsterdam, et obtient un doctorat en 1970 à l'Université de Leyde.
Avant ses études, il travaille d'abord en tant qu'ingénieur dans la marine marchande.
En 1971, il est désigné pour être professeur à l'Université de technologie d'Eindhoven. Il est aussi professeur des systèmes socio-techniques à l'Université Radboud de Nimègue de 1990 à 1995.

## Travaux et publications

### Travaux
Il travaille sur l'approche du système socio-technique au Pays-Bas, qui connait un fort succès dans les entreprises néerlandaises[réf. nécessaire].
Ulbo de Sitter explique dans ses travaux que le travailleur doit pouvoir disposer d'une capacité de régulation. Lorsque le besoin de contrôle et la capacité de contrôle ne sont pas équilibrés, de Sitter explique que cela provoque des effets néfastes pour l'organisation. Selon lui, une bonne application du système socio-technique permet la réalisation de la flexibilité d'une entreprise par les groupes de travail[source secondaire souhaitée].

### Publications
- (nl) Ulbo de Sitter, Synergetisch produceren, Gorcum b.v., Koninklijke Van, 18 mars 1998, 412 p. (ISBN 9023233654)